# Сілван (мученик)
Святий Сілван († 312) — ранньо-християнський святий, єпископ і мученик з Фінікії (Лівану).
Святі мученики єпископ Сілван, диякон Лука і читець Мокій постраждали в місті Ємесі Фінікійському в 312 році. Після катувань, темничного ув'язнення і мучення голодом вони були віддані на поживу звірям. Після молитви святих мучеників вони, не доторкнені звірями, померли. Вночі християни таємно взяли тіла святих мучеників і з честю їх похоронили.
Пам'ять — 19 лютого.